# Wormaldia charalambi
Wormaldia charalambi är en nattsländeart som beskrevs av Malicky 1980. Wormaldia charalambi ingår i släktet Wormaldia och familjen stengömmenattsländor. Inga underarter finns listade i Catalogue of Life.